# Leo Sievers

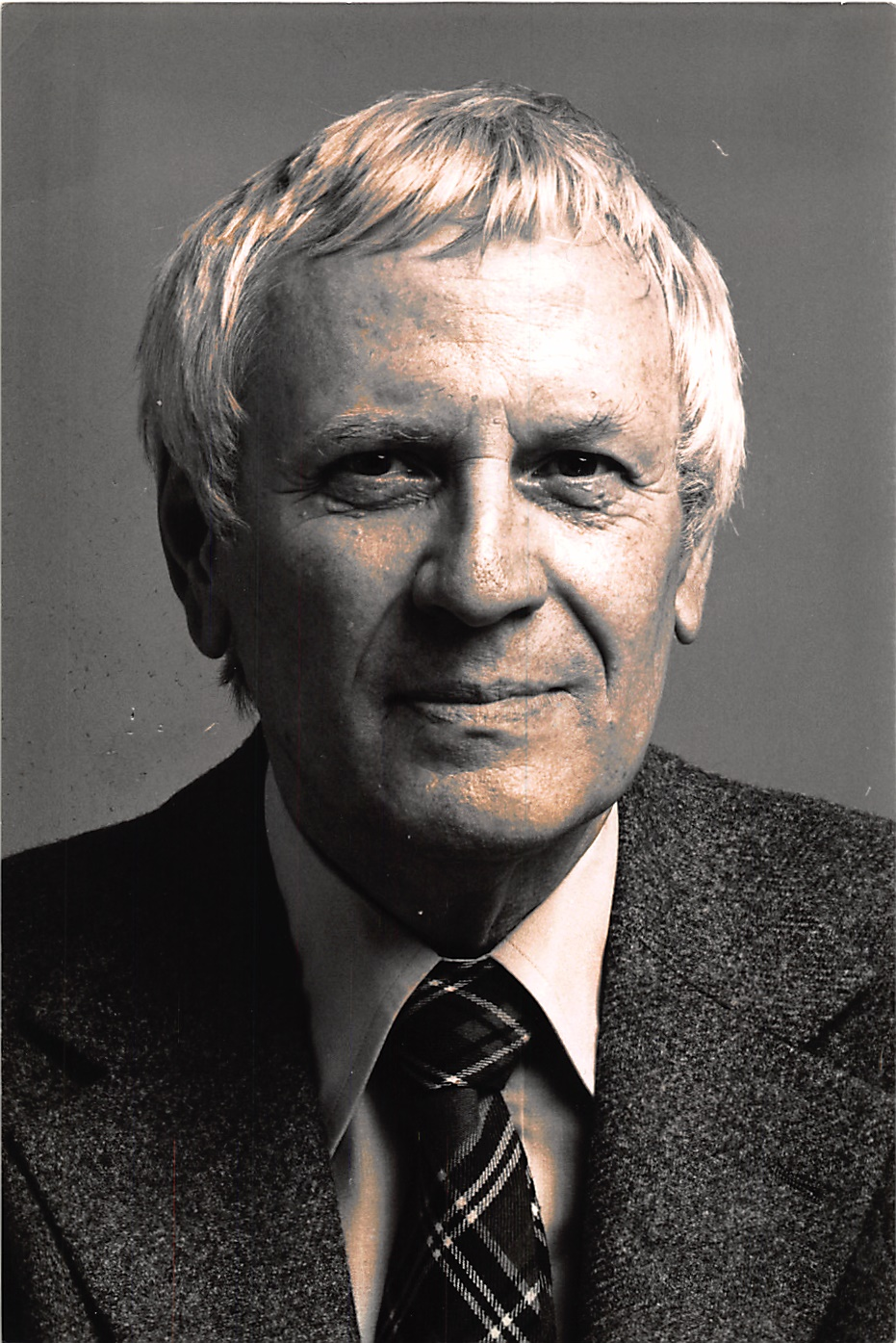
Leopold Sievers (1987)

Leopold Sievers (* 8. April 1917 in Hamburg-Bergedorf; † 27. September 2009 in Hamburg) war ein deutscher Schriftsteller, Reporter und Autor historischer Bücher. Für seinen Roman Onyx wurde er 1961 mit einem Julius-Campe-Preis ausgezeichnet.

## Kindheit und Jugend
Leo Sievers war das jüngste Kind von Johann Leopold Sievers, Ingenieur und Prokurist bei der Hamburgische Electricitäts-Werke AG, und der Ottilie Ludolphine Sievers; sein Bruder war Otto Sievers. Von 1927 bis 1936 besuchte er das Wilhelm-Gymnasium in Hamburg.
Er diente ab 1938 in der Wehrmacht, zuletzt als Oberleutnant der Artillerie.

## Architekt
Vom 3. Juni 1946 bis zum 31. März 1948 studierte Leo Sievers an der Bauschule der Stadt Hamburg (Fachschule für Hochbau, Tiefbau und Vermessungswesen); das Studium schloss er als Ingenieur für Hochbau ab. Von 1948 bis 1954 arbeitete er im Anschluss als Architekt, u. a. in Frankfurt am Main.

## Schriftsteller und Journalist
Seit den frühen fünfziger Jahren schrieb er Feuilletons für die FAZ, die Zeit und die Süddeutsche Zeitung. 1954 erhielt er ein Stipendium des Bertelsmann Verlags und 1955 für sein Werk "Serpentinen" den Bertelsmann Novellenpreis. Im Anschluss an sein Stipendium von Bertelsmann gab er 1955 seine Tätigkeit als Architekt auf und arbeitete ausschließlich als Journalist und Buchautor. Seine journalistische Karriere startete er bei Hörzu (1955–1961).
Sein 1962 bei Hoffmann und Campe erschienener Roman Onyx wurde 1961 mit dem Julius-Campe-Preis ausgezeichnet.
Ab 1961 arbeitete er für das Magazin Stern beim Verlag Gruner + Jahr. Im Stern veröffentlichte er Reportagen mit geschichtlichen Rückblicken, so die historischen Serien "Napoleon", "Tito" und "Die Churchills". Einzelne historische Serien wie "Deutsche und Russen", "Die Bauernkriege" und "Juden in Deutschland" wurden als Bücher verlegt.

## Werke
- Serpentinen, Bertelsmann Verlag 1956
- Die Nixe, Bertelsmann Verlag 1958
- Onyx, Hoffmann und Campe Verlag 1962
- Revolution in Deutschland. Geschichte der Bauernkriege, Deutsche Verlagsanstalt 1978 ISBN 3-421-01869-3.
- Juden in Deutschland. Die Geschichte einer zweitausendjährigen Tragödie, Gruner + Jahr 1977 ISBN 3-442-11510-8.
  - als Goldmann Taschenbuch: München 1979, ISBN 3-442-11239-7.
- Landschaften der DDR. Naturschönheiten, Städte und Menschen, Gruner + Jahr 1990 ISBN 3-570-06451-4.
- Deutsche und Russen. 1000 Jahre gemeinsame Geschichte, Goldmann 1991 ISBN 3-570-00586-0.

## Auszeichnungen
- 1954 Stipendium des Bertelsmann Verlag
- 1955 Bertelsmann Novellenpreis
- 1961 Julius-Campe-Preis, richtig: Julius-Campe-Stipendium, zusammen mit Eckart Kroneberg und Christoph Meckel